# Jüdischer Friedhof (Zběšičky)
Koordinaten: 49° 23′ 43,1″ N, 14° 25′ 10,9″ O

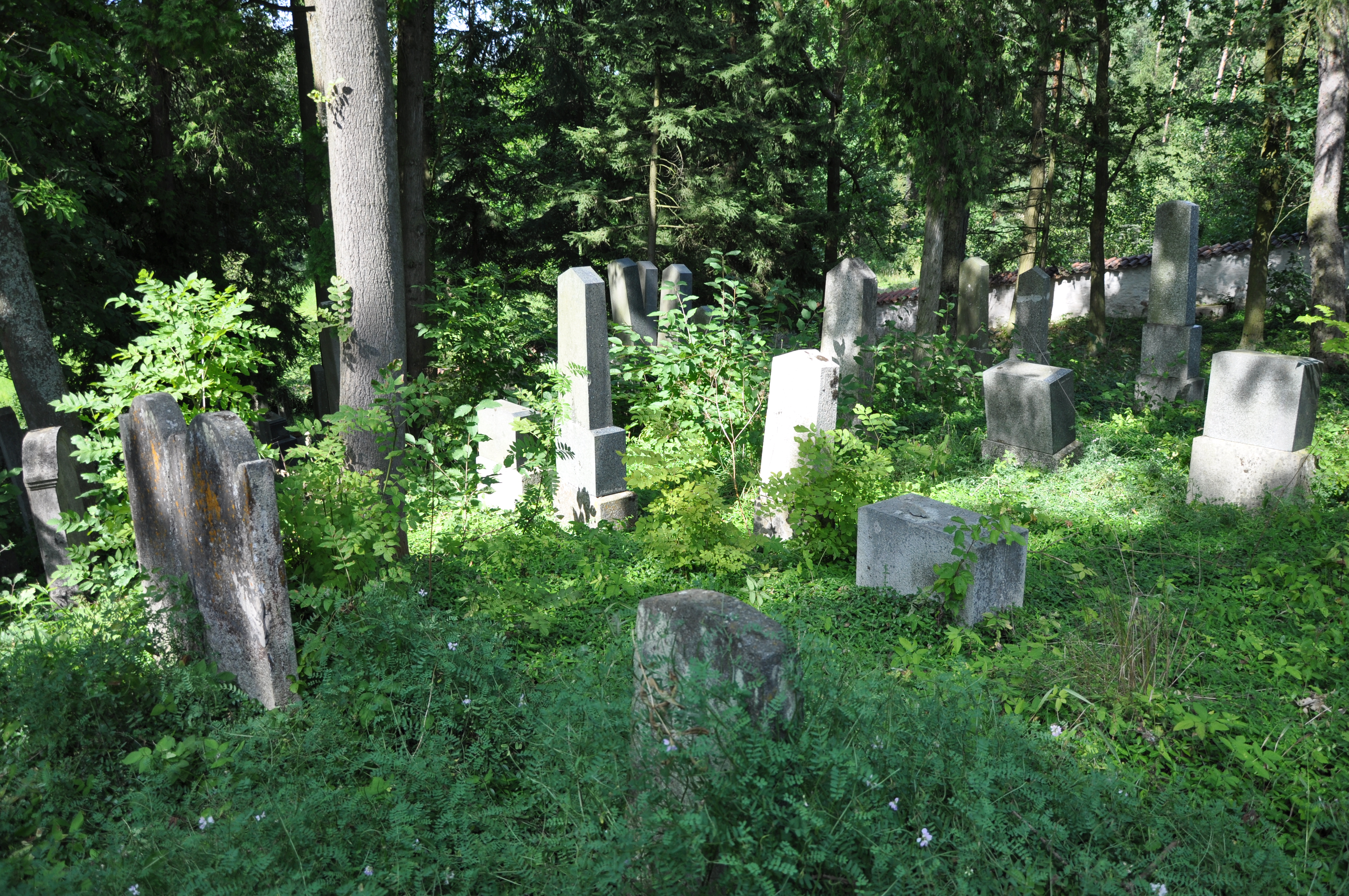
Jüdischer Friedhof in Zběšičky

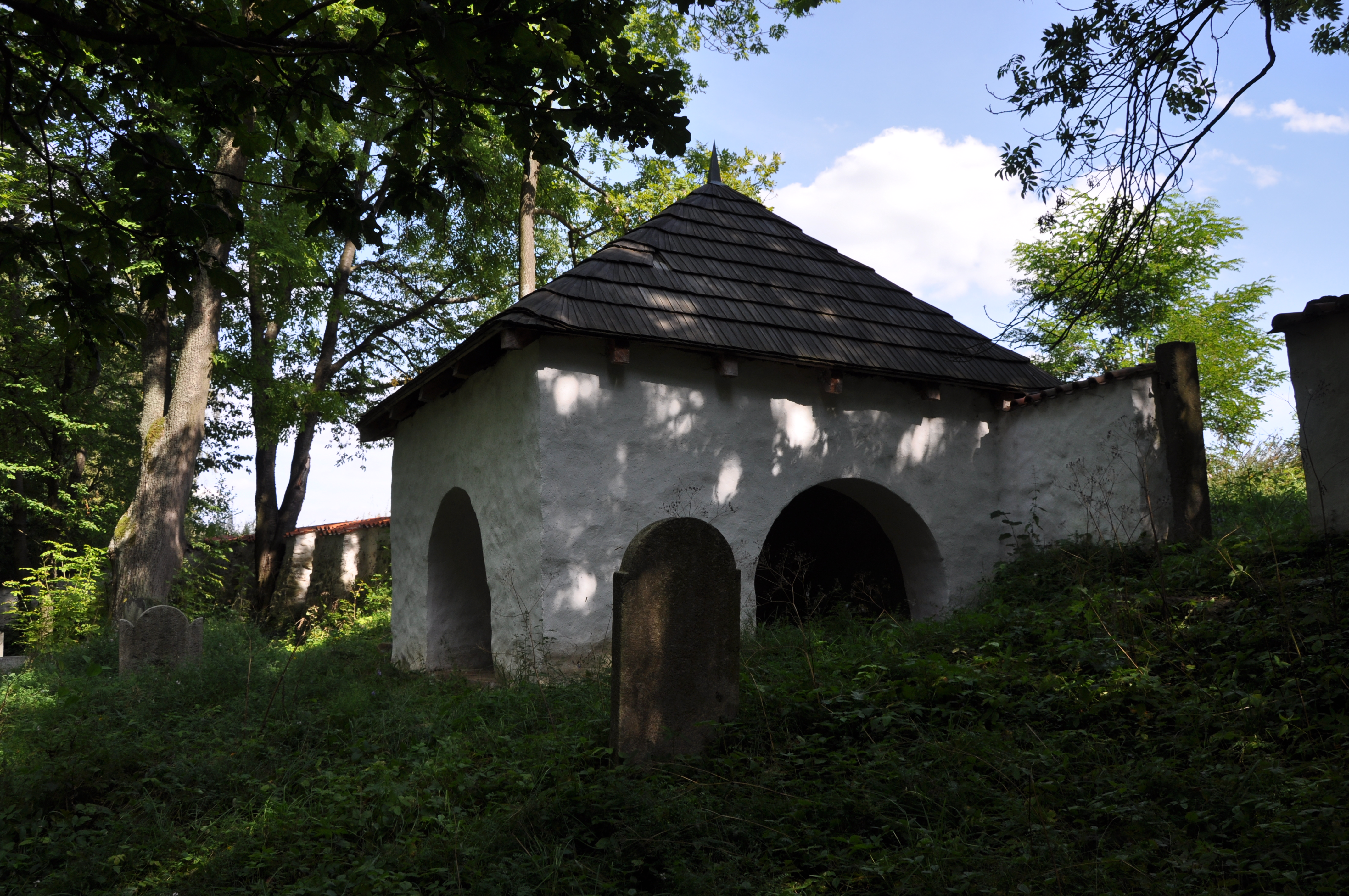
Das Leichenhaus auf dem Friedhof

In Zběšičky (deutsch Klein Bieschitz), einer tschechischen Gemeinde im (Bezirk Pisek)  in Südböhmen, wurde um 1750 ein Jüdischer Friedhof angelegt. Dieser liegt nordwestlich des Dorfes im Tal des Baches Zavadilský potok. Er ist 1029 Quadratmeter groß und auf ihm sind noch (Stand 2017) etwa 100 Grabsteine vorhanden. Das Leichenhaus wurde in den letzten Jahren renoviert, und der Friedhof zum geschützten Kulturdenkmal erklärt.